# Дарем, Рэй
Рэй Дарем (англ. Ray Durham, 30 ноября 1971, Шарлотт, Северная Каролина) — американский бейсболист, игрок второй базы. Выступал в МЛБ на протяжении четырнадцати сезонов. Участника Матча всех звёзд лиги в 1998 и 2000 годах.

## Биография
Дарем учился в старшей школе Гарри Хардинга в Шарлотт, которую закончил в 1990 году. Во время учёбы играл в бейсбол и американский футбол. Входил в сборные штата по обеим видам спорта. На драфте МЛБ 1990 года Рэй был выбран «Чикаго Уайт Сокс» в пятом раунде и, вместо поступления в университет, начал профессиональную бейсбольную карьеру. Первым клубом для него стали «Галф-Кост Уайт Сокс».
С 1995 по 2002 год Дарем выступал за «Уайт Сокс», являясь лид-офф-хиттером команды. Наиболее успешным стал период с 2000 по 2002 год, когда он в каждом из чемпионатов выбивал не менее 15 хоум-ранов и 65 RBI, совершал 100 ранов и 20 краж базы, а его процент слаггинга не опускался ниже 45. Дарем стал десятым игроком в истории Лиги, добившимся таких результатов. На момент ухода из команды Рэй являлся обладателем клубного рекорда по числу лид-офф-хоум-ранов (20).
В конце регулярного чемпионата 2002 года Дарем был обменян в «Окленд Атлетикс» на питчера Джона Эдкинса. Он помог команде выйти в плей-офф, где команда уступила «Миннесоте» в дивизионной серии.
После завершения сезона Дарем подписал трёхлетний контракт с «Сан-Франциско Джайентс». Сумма соглашения составила 20,1 млн долларов. Ещё 7 млн полагалось в случае использования опции на четвёртый год. Из-за проблем со здоровьем сократилось количество матчей, в которых Дарем играл, а травма подколенного сухожилия привела к снижению скорости игрока. При этом он продолжал показывать уверенную игру на бите. В 2006 году Рэй в 137-и проведённых матчах отбивал с показателем 29,3 %, что позволило ему установить личные рекорды по количеству хоум-ранов (26) и RBI (93). 2 декабря 2006 года Дарем подписал новое двухлетнее соглашение с «Джайентс» на сумму 14,5 млн долларов. После подписания нового контракта, его результаты ухудшились и сам Рэй признавал что 2007 год стал худшим в его карьере. Особенно заметно это было при его игре в обороне. 
20 июля 2008 года Дарема обменяли в «Милуоки Брюэрс» на двух игроков младшей лиги — Стива Хэммонда и Даррена Форда. 1 ноября 2008 года он получил статус свободного агента и, после отказа от контракта младшей лиги с «Вашингтоном», завершил карьеру игрока.
Дальнейшая жизнь Дарема с бейсболом не связана. Он живёт с супругой Реджайной и воспитывает троих детей.